# FRAC-Artothèque du Limousin
 (mars 2021).
Si vous disposez d'ouvrages ou d'articles de référence ou si vous connaissez des sites web de qualité traitant du thème abordé ici, merci de compléter l'article en donnant les références utiles à sa vérifiabilité et en les liant à la section « Notes et références ».
Le Frac-Artothèque Nouvelle-Aquitaine est une institution publique destinée à la diffusion de l’art contemporain. Privilégiant l’échange entre l’artiste et les publics, le Frac-Artothèque organise des expositions, des actions culturelles (visites, ateliers, cours d’histoire de l’art, lectures, conférences…) et développe de nombreux partenariats avec d’autres structures culturelles (musées, théâtres, etc.), mais aussi avec les collectivités locales.

## Histoire

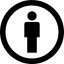
FRAC-Artothèque Nouvelle-Aquitaine Limousin.

Historiquement situé sur le périmètre de l’ancienne région Limousin, le champ d’action du Frac-Artothèque s’est élargi depuis 2017 au territoire de la Nouvelle-Aquitaine.
Réunissant la collection du Frac et celle de l’Artothèque, cette structure comprend au total près de 7 000 œuvres, c’est aujourd’hui en France l’un des plus grands ensembles d’œuvres accessibles au public. Ces collections font partie du patrimoine de la Région Nouvelle-Aquitaine.
Le Frac-Artothèque dispose également d’un centre de documentation, et édite régulièrement des ouvrages de référence en collaboration avec des artistes de la collection. 
Association loi de 1901, le Frac-Artothèque est financé par la Région Nouvelle-Aquitaine, et par l’État (Ministère de la Culture et de la communication – DRAC Nouvelle-Aquitaine).
Le Frac-Artothèque travaille en réseau à l’échelle de la Région Nouvelle-Aquitaine (réseau Astre - arts plastiques et visuels en Nouvelle-Aquitaine), mais aussi à l’échelle nationale (Platform - réseau national des Frac).

### Le Frac-Artothèque Nouvelle-Aquitaine
Le Frac et l'Artothèque ont fusionné en 2015, en étant réparti sur deux sites : l’espace d’exposition de la Galerie des Coopérateurs et les réserves de l’Artothèque dans le bâtiment de la Maison de la Région Nouvelle-Aquitaine site Limoges.
En décembre 2018, l'espace d'exposition des Coopérateurs a définitivement fermé, afin de préparer son installation dans un bâtiment, propriété de la région Nouvelle-Aquitaine, situé en hyper centre à Limoges, au 17 bis rue Charles Michels qui ouvre en mai 2025.

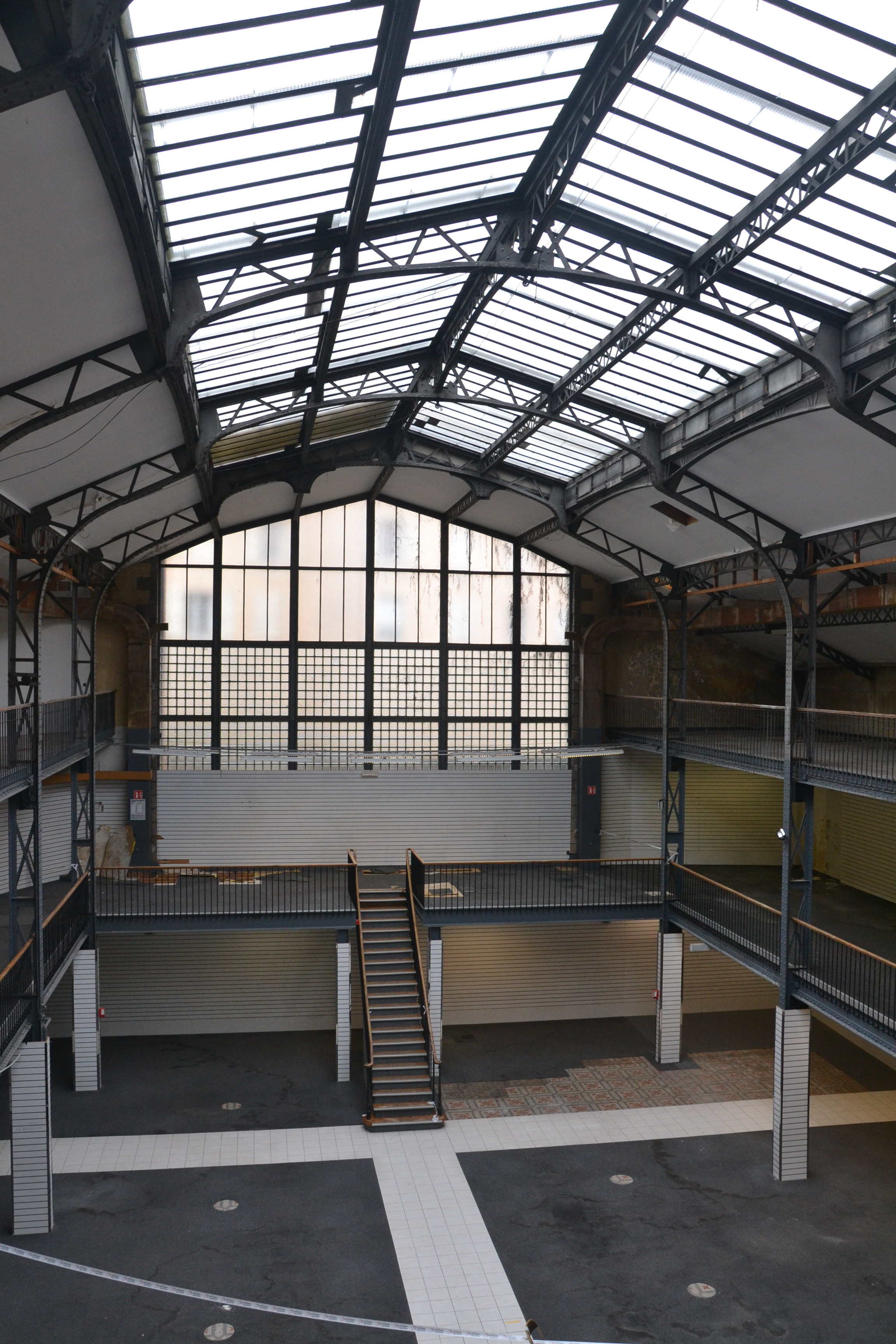
Nouveaux locaux du FRAC-Artothèque.

Ce bâtiment industriel du XIXe siècle réunit les différents pôles d'activités du Frac-Artothèque en un lieu unique. D’une surface de 1 500 m2, il permet une présentation optimisée des collections et une meilleure approche des publics.
L’ensemble de l’équipe du Frac-Artothèque est réunie temporairement sur le site de l'Artothèque à la Maison de la région, 27 boulevard de la Corderie à Limoges, jusqu'à l'ouverture du futur bâtiment qui était prévue pour l'été 2020. Cette ouverture est ensuite décalée à 2022, puis 2023.
Cependant, l’activité du Frac-Artothèque continue en Nouvelle-Aquitaine avec une programmation de rendez-vous et d’expositions à travers des partenariats (musées, théâtres, bibliothèques, etc.) à Limoges et sur le territoire de Nouvelle-Aquitaine.

### Les collections

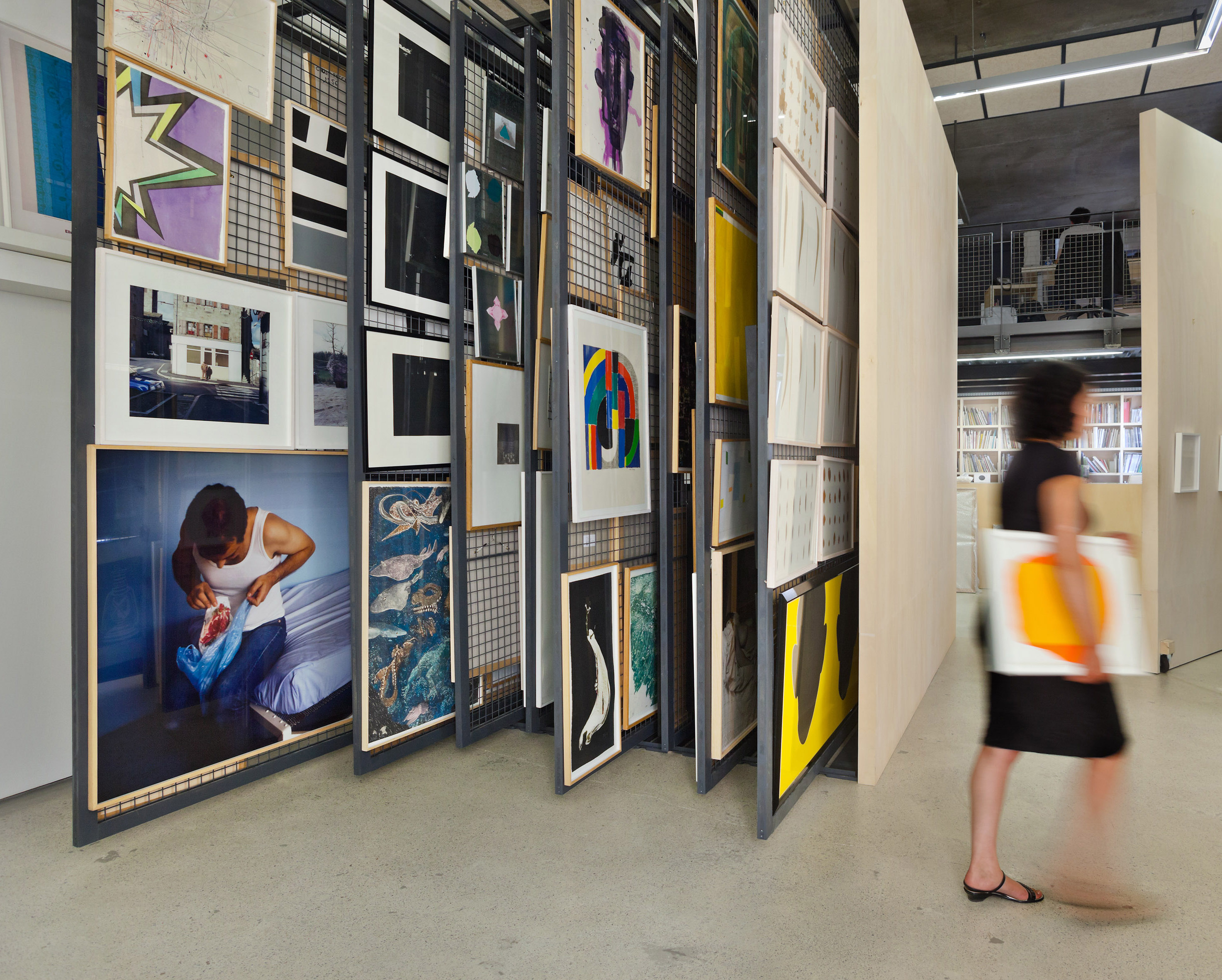
Artothèque du Limousin, Maison de la région Nouvelle-Aquitaine site Limoges.

À l’origine, le Frac, l’Artothèque et le FACLim correspondaient à trois pôles distincts. Ils ont fusionné le 1er janvier 2015 pour former le Frac-Artothèque Nouvelle-Aquitaine Limousin. Cet ensemble rassemble ainsi plus de 7 000 œuvres au sein de trois collections.
Les orientations principales de la collection du FRAC ont évolué au cours du temps. Initialement intéressée par des créations notamment céramiques et textiles, suivant une tradition régionale, la collection s’est également enrichie d’un ensemble d’œuvres historiques du groupe Supports/Surfaces, dont Claude Viallat — qui enseignait à l’école nationale des Arts Décoratifs de Limoges entre 1967 et 1973 — fut l’un des artistes principaux. Aujourd’hui, la collection du Frac comprend des médiums diversifiés : 
- Sculpture : la collection reflète les tendances très diverses de la sculpture européenne : Michel Aubry, Hubert Duprat, Toni Grand, Richard Monnier, Juan Muñoz, Alain Séchas, Thomas Schütte, Rachel Whiteread…
- Photographie : des options plus spécifiques se dégagent, en particulier la question du document (Vito Acconci, Chris Burden…), celle de l’identité (Urs Lüthi, William Wegman, Véronique Boudier...), les relations du texte et de l’image (Martine Aballéa, Sophie Calle, Annette Messager…) ou encore la photographie comme « substitut » à la sculpture et à l’objet (Giuseppe Gabellone, Bill Culbert, Robert Cumming…)
- Vidéo : la collection s’intéresse particulièrement aux vidéos qui font référence au cinéma et à la télévision (Claude Closky, Gregg Biermann, Jean-Pierre Bertrand…), notamment avec l’utilisation d’effets spéciaux, de trucages et de décors (Bertrand Lamarche, Thomas Köner, Stéphane Pichard…) ou des vidéos qui s’appuient sur les technologies de l’animation et les nouveaux médias (Franck Eon, Hugues Reip…)
- La collection du FRAC compte également des ensembles monographiques de Georg Ettl, Gilles Mahé, Ernest T., Anita Molinero, Rolf Julius, Philippe Durand, Thomas Bayrle, Yves Chaudouët, Nina Childress, Richard Fauguet, Franck Eon, Rainier Lericolais, Stéphanie Cherpin…
- La collection du FRAC compte également un fonds Jan Krizek riche de plus de 900 œuvres et objets.

Le caractère nomade des œuvres de l’Artothèque a induit un intérêt tout particulier pour le médium papier (peinture, dessin, photographie, estampe). La collection de l’Artothèque est volontairement généraliste et ouverte sur la diversité de la création contemporaine. Cependant, certaines orientations se dessinent : 
- La notion large de « paysage » structurée par des entrées plastiques ou politiques telles que territoire, ville, architecture, espace.
- La question du portrait, de l’autoportrait et plus largement la notion d’intimité.
- La démarche de certains artistes a également été approfondie à travers des ensembles : Gilles Aillaud, John M. Armleder, Jean-Charles Blais, François Bouillon, Yves Chaudouët, Henri Cueco, François Daireaux, Herman de Vies, Hervé Di Rosa, Anne-Marie Filaire, Paul Rebeyrolle, Bruno Rousselot, Claude Viallat, Roger Vulliez…

Constamment en mouvement, la collection de l’Artothèque est accessible au prêt pour les particuliers, les collectivités et les entreprises à travers quatre relais sur le territoire régional : la Bfm de Limoges, Tulle, Guéret et le CIAP de Vassivière.
Enfin, le FACLim (Fonds d’art contemporain des communes du Limousin), système unique en France, permet aux communes adhérentes d’accueillir des opérations annuelles (expositions, rencontres avec des artistes…). Le FACLim regroupe aujourd’hui cinquante-trois localités qui choisissent chaque année de consacrer quinze centimes d’euro par habitant à l’acquisition d’œuvres d’art. Ces municipalités sont toutes réparties sur le territoire du Limousin. Grâce aux cotisations des communes et au partenariat avec l’Artothèque, la collection du FACLim compte plus de 4 000 œuvres. 

### Histoire de la galerie des Coopérateurs

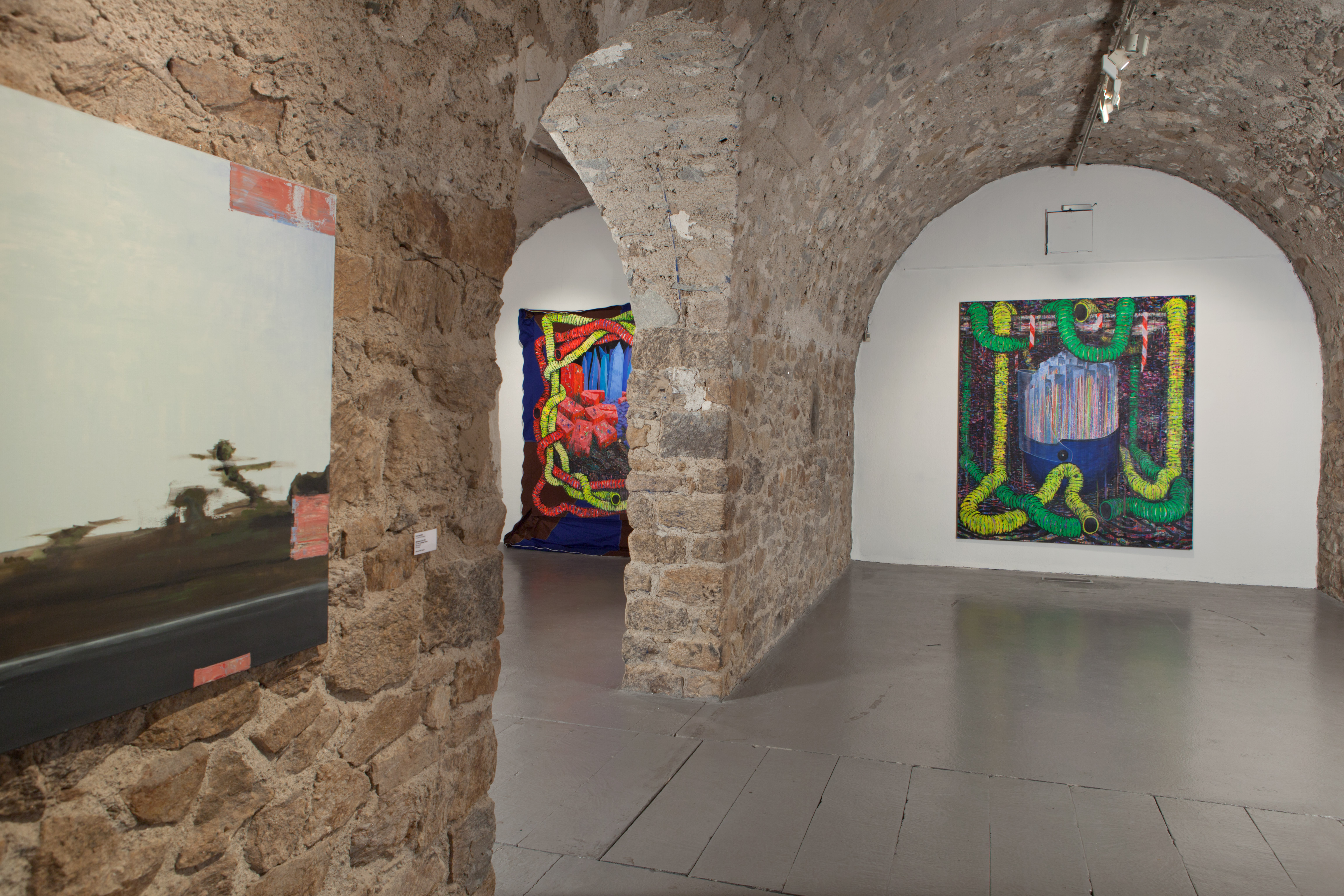
Vue de l'exposition « Tableaux - Conversations sur la peinture ».

Cet espace d'exposition situé impasse des Charentes à Limoges, constitue une galerie souterraine de 450 m2 avec une perspective ininterrompue de quarante-cinq mètres, au sein des anciens bâtiments de l’Union de Limoges, que les Limougeauds continuent d’appeler « Les Coopérateurs ». Construit au XIXe siècle, et laissée à l’abandon depuis la Seconde Guerre mondiale, cette partie du bâtiment était auparavant des chais, puis des entrepôts. En 1986, la Mairie de Limoges acquiert l'ensemble des bâtiments des Coopérateurs, et à l'aide des financements de la Région Limousin et du Ministère de la Culture, les locaux sont réhabilités pour accueillir le Frac Limousin en 1991.
De 1991 à fin 2018, le Frac Limousin puis le Frac-Artothèque Nouvelle-Aquitaine ont présenté dans la galerie des Coopérateurs, des expositions personnelles en alternance avec des accrochages de ses collections, ainsi que de nombreuses animations.